# Le Point de Vue
Le Point de Vue är en kulle i Schweiz. Den ligger i distriktet Franches-Montagnes och kantonen Jura, i den västra delen av landet, 50 km nordväst om huvudstaden Bern. Toppen på Le Point de Vue är 1 184 meter över havet.